# Alexander Ammitzbøll
Alexander Ammitzbøll, né le 17 février 1999 à Stilling au Danemark, est un footballeur danois qui évolue au poste d'attaquant à l'Aalesunds FK.

## Biographie

### En club
Né à Stilling au Danemark, Alexander Ammitzbøll est formé à le FC Skanderborg. En décembre 2015 il fait un essai de quelques jours au Milan AC il fait ensuite son retour dans son club formateur avant de rejoindre l'AGF Aarhus en 2016. Il joue son premier match le 13 août 2017, lors d'une rencontre de Superligaen, face à l'Odense Boldklub. Ce jour-là, il entre en jeu à la place de Jakob Ankersen, et la partie s'achève sur un score nul (0-0).
Le 28 avril 2019 il inscrit son premier but en professionnel contre l'AC Horsens, en championnat. Son équipe s'impose par trois buts à un ce jour-là.
En mars 2020, il est prêté en Norvège, au FK Haugesund jusqu'à la fin de l'année. Il joue son premier match le 17 juin 2020, lors de la première journée de la saison 2020 face au SK Brann. Il est titularisé au poste d'ailier gauche et son équipe s'incline (1-2). Il inscrit son premier but lors de sa troisième apparition, le 24 juin suivant contre le Kristiansund BK en championnat (2-2 score final).
Il fait son retour à l'AGF Aarhus en janvier 2021.
Le 31 mars 2022, il retourne en Norvège, cette fois à l'Aalesunds FK, où il signe un contrat courant jusqu'en décembre 2025. Il arrive en même temps que son coéquipier de l'AGF, Alexander Juel Andersen.
Sorti sur blessure le 13 août 2022, lors d'une défaite de son équipe en championnat face au FK Haugesund (1-2 score final), Ammitzbøll est, après diagnostique des médecins, victime d'une déchirure du ligament croisé du genou, et son absence est estimée à plusieurs mois.

### En sélection nationale
Avec les moins de 20 ans il joue deux matchs et inscrit un but en 2019.